# Örbyhus slott
Örbyhus slott är ett slott i Vendels socken i Tierps kommun i norra Uppland. Cirka 2–3 kilometer norr om slottet ligger Örbyhus stationssamhälle.
Örbyhus slott ägdes under 1500-talet av Vasaätten och var Erik XIV:s sista fängelse. Han dog på Örbyhus den 26 februari 1577, enligt uppgift förgiftad av arsenik, som lagts i ärtsoppa.

## Byggnaden
Slottet ligger väster om Vendelsjön (26 meter över havet) med huvudfasad åt öster mot denna och är en stor gulputsad 3-våningskomplex med mittparti och två flyglar. Från mittpartiets baksida utskjuter det ursprungliga tornlika huset, med kupolformat fyrkantigt tak med svängd profil och krönt av åttkantig lanternin med fönster och tornur. 
Kring tornet löper en delvis ännu bevarad utvändigt fyrkantig, invändigt rundad försvarsmur ("gråmuren") med segmentformade kanongluggar, och såväl där som under flyglarna och gården finns ett system av mörka gångar och rum, i ett av vilka den gamla ännu använda slottsbrunnen ("Truls") ligger. 
I slottets inre märkes utmed mittbyggnadens hela längd en i vasastil inredd hall samt bakom denna "Vasarummen", i tornets jordvåning, bland dem den så kallade  "Erik XIV:s sängkammare", "Banérrummet" med flera, med målningar av Anthonis van Dyck, Thomas Gainsborough med flera mästare.

## Historia

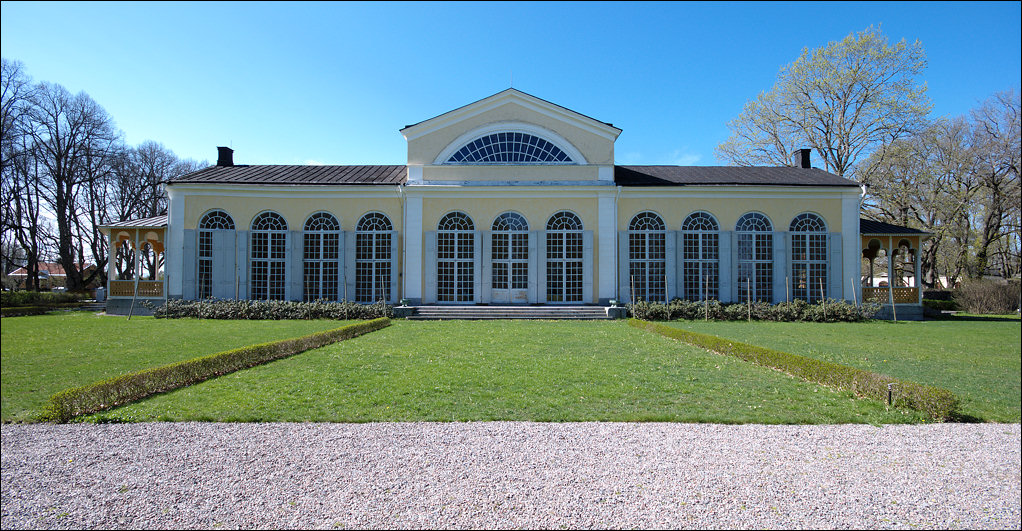
Orangeriet vid Örbyhus slott

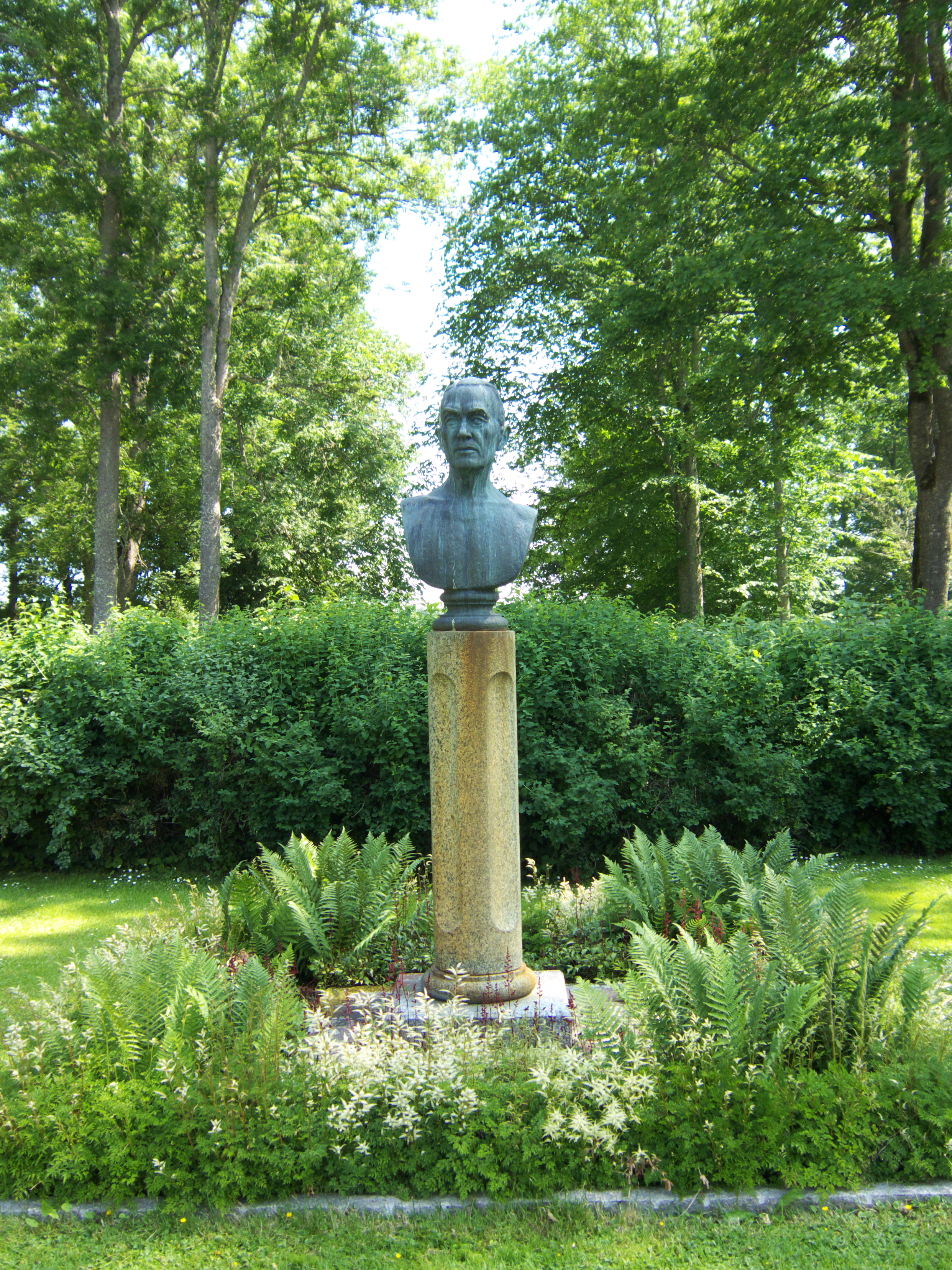
Eugène von Rosens byst i Örbyhus slottspark

Örbyhus omtalas första gången 1352 ('in curia mea Örby') och var sätesgård för Magnus Gislesson (Sparre av Aspnäs) 1352-53. Gården ärvdes av släkterna Sparre av Vik, Bielke och Krummedige och köptes 1451 av Johan Kristiernsson (Vasa) som byggde det gamla tornhuset, och efter honom till sonen Kristiern Johansson (Vasa), som lät det gå i arv sina båda döttrar Birgitta och Märta. Gustav Vasa lät 1538 köpa godset av sina kusiner. Han lät befästa Örbyhus med starka murar och kasematter. Johan III höll Erik XIV fången där från 1574 till hans död 1577. År 1591 gavs det som livgeding åt drottning Gunilla Bielke. År 1592 föddes Gustaf Horn där, medan hans far satt fängslad på slottet. År 1605 fick hertig Johan av Östergötland Örbyhus som förläning, men han lämnade det 1610 till Karl IX. År 1612 fick änkedrottning Kristina och 1639 änkedrottning Maria Eleonora Örbyhus som livgeding. 
År 1641 byttes det av kronan till Carl Gustaf Banérs änka, friherrinnan Kerstin Sigrid Bielke (1603–1645). Hennes son friherre Gustaf Banér (1629–1680) lät bygga ut slottet till ungefär dess nuvarande utseende. Det byggdes om till ett barockpalats. Vackra trädgårdsakvedukter, fontäner och promenadvägar skapades. Gustaf Carlsson Banér och hans hustrus, Sofia Christina Cruus (Kruus), vapen pryder fortfarande östra fasaden. Bokstäverna GCB och SCK finns i vapnet.
År 1718 kom Örbyhus till greve Ture Gabriel Bielke, som 1729 sålde det till titulärlandshövding Charles De Geer. Som fideikommiss tillföll det hans brorson Charles De Geer, dennes son och därefter sonsonen greve Karl De Geer, som lät restaurera slottets inre. Det ärvdes av hans måg greve Baltzar von Platen och senare av dennes dotterdöttrars män greve P. A. De la Gardie och friherre Carl Klingspor. Den förre, ensam ägare av Örbyhus 1891, sålde det 1892 till brukspatron C. Ekman och jägmästare B. Martin. Samma år köptes Örbyhus av friherre F. Barnekow, som 1900 sålde det till greve Carl Gustaf von Rosen. Dennes son greve Eugène von Rosen blev 1909 ensam ägare av Örbyhus och lät sätta slottet i stånd genom en grundlig renovering.

## Kurirstenen

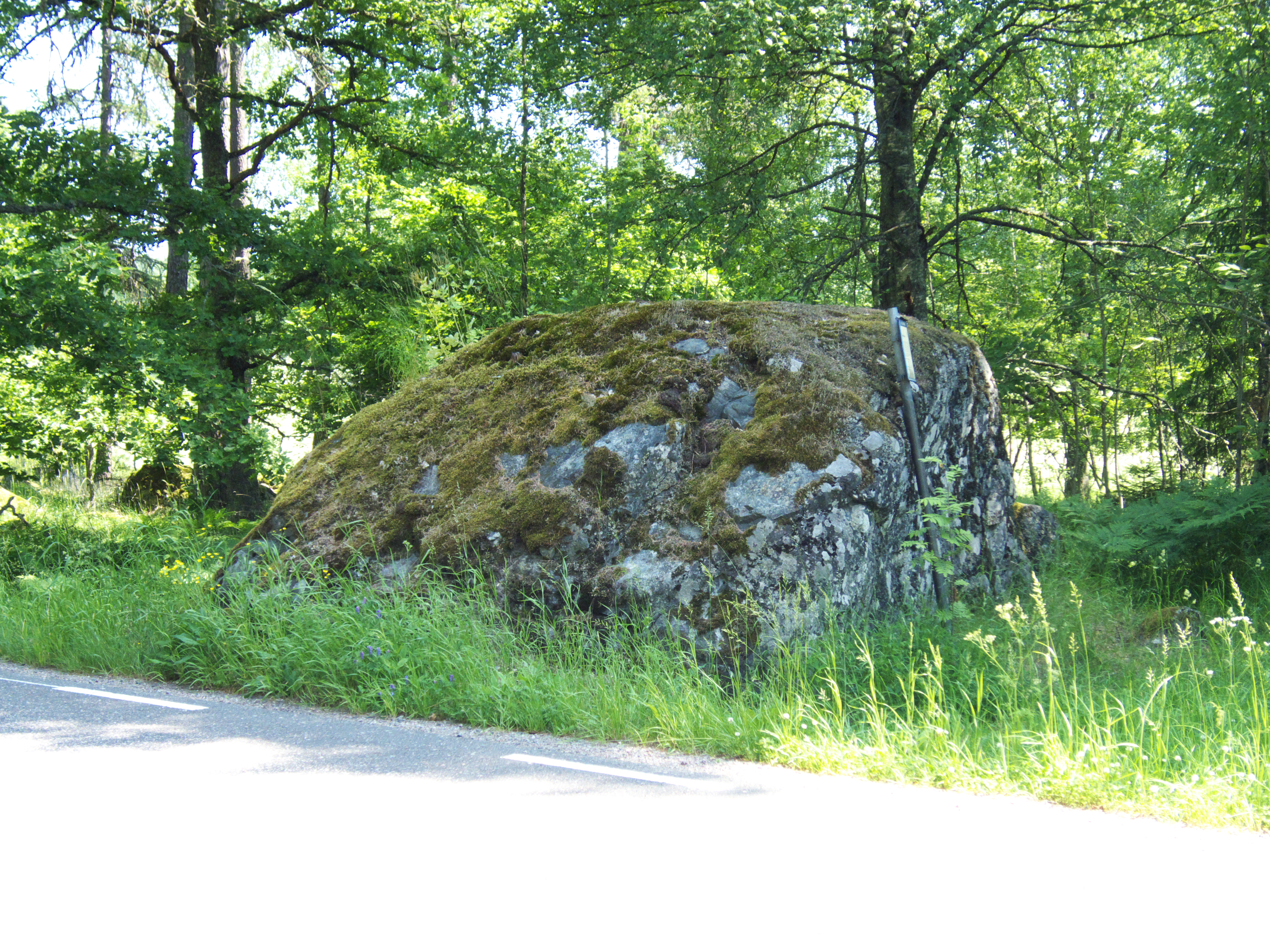
Kurirstenen

Ett stycke söder om Örbyhus slott finns ett flyttblock. Det sägs att vid just denna plats möttes två kurirer, den ena från Örbyhus slott, den andre från Stockholm. Det berättas att Johan III gett order att hans bror, Erik XIV ska avrättas men ångrar sig sedan varpå han skickar ett nytt bud som ger order om motsatsen. Ett stycke söder om slottet möts dock den andre kuriren av en budbärare från slottet på väg till Stockholm med bud om att Erik var död. Där kurirerna möttes låg stenen, som sedan dess kallats Kurirstenen eller Vändomstenen. Den fick, troligen under 1600-talet, en inskription på hebreiska. Enligt en översättning av orientalisten Karl Vilhelm Zetterstéen betyder den hebreiska inskriptionen "Mördare! Du kommer på skam och fienden utrotar dig!" Det är tänkbart enligt Zettersteen att den hebreiska inskriften är författad av Olaus  Aurivillius, som var kyrkoherde i Vendel 1646–47. Han var skicklig i hebreiska och var född på Örbyhus, där fadern var inspektor. Han kan i barndomen ha hört fadern berätta om kungamordet och därav uppskakats så att han sedan huggit denna inskrift.